# 赫羅納省
赫罗纳省（發音：[pɾuˈvinsiə ðə ʒiˈɾonə]，發音：[pɾoˈβinθja ðe xeˈɾona]）是西班牙加泰羅尼亞自治區东北部的一个省，位於加泰羅尼亞地區北部。该省與萊里達省、塔拉戈納省、巴塞隆納省，以及法属加泰罗尼亚接壤，東臨地中海。
该省的首府是赫羅納，整個省在2017年人口有755,716。其中約9萬人居住在赫罗纳。其他主要城市包括菲格拉斯、布拉内斯、滨海略雷特、奥洛特、萨尔特、帕拉夫鲁赫利和圣费利乌-德吉绍尔斯，以及一些中世紀城市如巴尼奥莱斯、帕拉莫斯、卡达克斯、里波尔和坎普罗东。
该省有221個市镇，其中利維亞與其它位於西班牙的城市不同，利維亞全境皆被法國的東庇里牛斯省包圍。

## 行政

位置圖

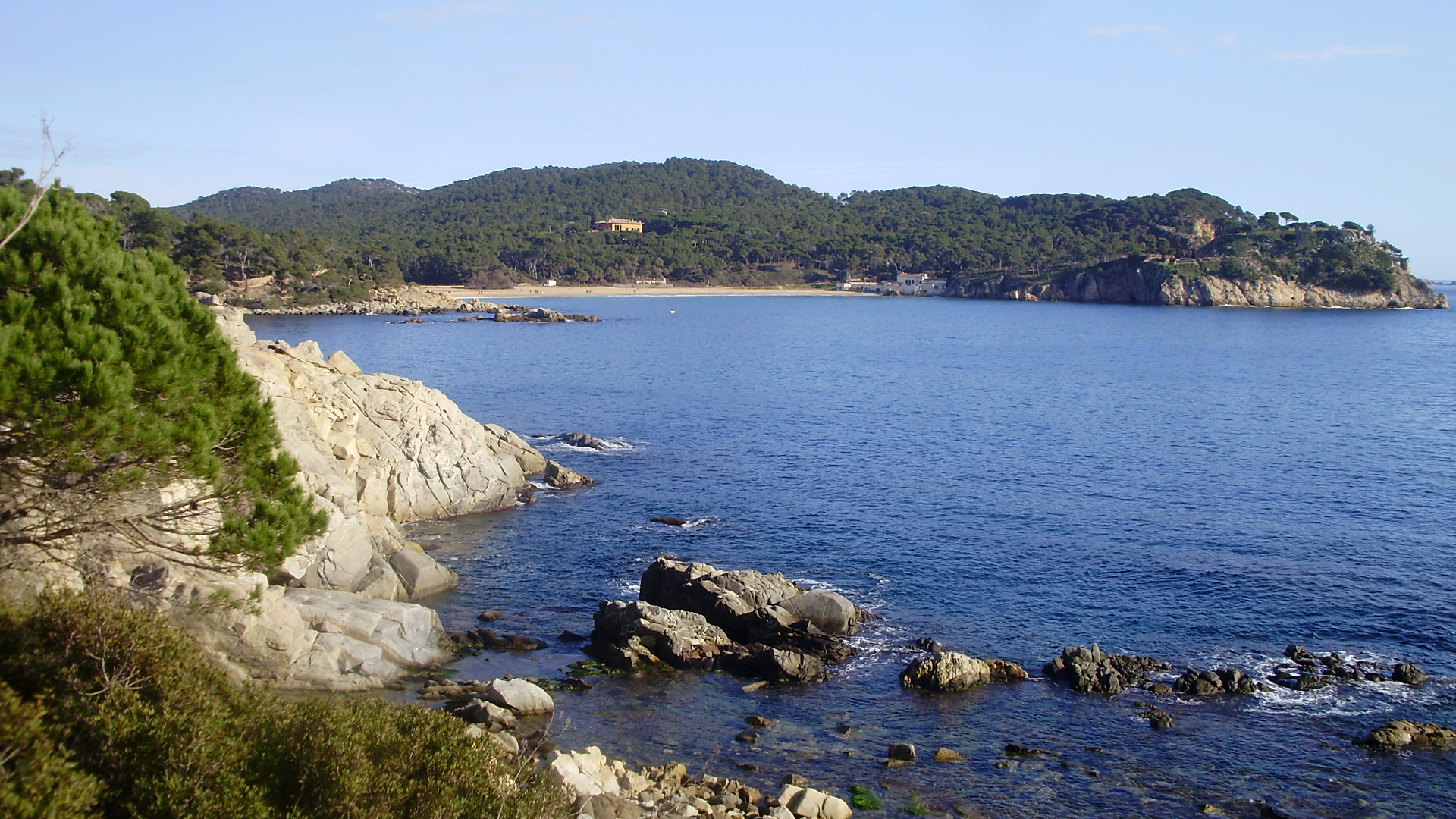
布拉瓦海岸

## 外部連結
- news and information of the province of Girona
- Xanascat the National Network of Youth Hostels of Catalonia （页面存档备份，存于）
- rural tourism in Girona
- Tourism guide of Girona province, Hotels, Rstaurants, Guides, Campings & more of Girona
- An excentric guide to Girona province